# ژورنال انجمن شرقی آمریکا
مجله انجمن شرقی آمریکا (به انگلیسی: Journal of the American Oriental Society) یک مجله دانشگاهی فصلی است که توسط انجمن شرق آمریکا از سال ۱۸۴۳ منتشر می‌شود.